# Tōhoku (regio)
Tohoku  (Japans: 東北地方, Tōhoku-chihō) is een regio (gewest) van Japan. Tohoku betekent 'noordoosten' in het Japans. Chihō betekent 'gewest' in het Japans. Dit gewest ligt dan ook in het noordoosten van Japans grootste eiland, Honshu. De regio wordt soms Michinoku (みちのく) genoemd.
In Tohoku liggen de volgende prefecturen:
1. Akita
2. Aomori
3. Fukushima
4. Iwate
5. Miyagi
6. Yamagata